# Eilema catalei
Eilema catalai là một loài bướm đêm thuộc phân họ Arctiinae, họ Erebidae.